# Yerba Buena (California)
Yerba Buena era il nome originario della città di San Francisco.
Il nome deriva da una pianta omonima, il cui nome scientifico è Clinopodium douglasii, che cresceva attorno all'insediamento sorto vicino alla Missione San Francisco de Asís o Mission Dolores.  Il nome comune Yerba buena, usato sia in inglese sia in spagnolo, è una forma alternativa dell'espressione spagnola hierba buena ("erba buona"). Il nome fu assegnato dai botanici dei missionari pionieri di Las Californias, quando invasero e colonizzarono il territorio del popolo Ohlone, dove la pianta era parte dell' habitat.

## Storia
Il primo rapporto dell'uso del nome Yerba Buena viene dal diario di George Vancouver, che nel 1792 pilotava la sua nave HMS Discovery nella baia di San Francisco e ancorò «circa una lega sotto il Presidio in un luogo che chiamano Yerba Buena».
Il nome indicò poi l'agglomerato urbano cresciuto vicino alla parte terminale settentrionale della penisola di San Francisco, un pueblo che supportava il Presidio e la Missione San Francisco de Asís. La cittadina conservò il nome Yerba Buena sia quando faceva parte della provincia della California spagnola nel Vicereame della Nuova Spagna, sia quando, dopo la proclamazione dell'indipendenza del Messico dalla Spagna nel 1821, fece parte dello Stato dell'Alta California.
Con la guerra messico-statunitense e il trattato di Guadalupe Hidalgo del 1848, la California divenne un territorio degli Stati Uniti d'America e la città assunse il nome di San Francisco.